# Delbert Mann
Delbert Mann, all'anagrafe Delbert Martin Mann Jr. (Lawrence, 30 gennaio 1920 – Los Angeles, 11 novembre 2007), è stato un regista statunitense.

## Biografia
Iniziò la sua carriera nel mondo della televisione e, nel 1955, il suo esordio come regista cinematografico gli valse il premio Oscar al miglior regista con il film Marty, vita di un timido, interpretato da Ernest Borgnine. Il film, riduzione di un dramma televisivo di Paddy Chayefsky e considerato all'epoca come esempio di neorealismo americano, ottenne anche il gran premio della giuria di Cannes oltre ad altre tre statuette (attore protagonista, sceneggiatura e miglior film).
Tra gli altri suoi film vanno menzionati La notte dello scapolo (1957) e Nel mezzo della notte (1959), pure sceneggiati da Chayefsky, Il buio in cima alle scale (1960) e Il ribelle di Scozia (1971).
Per la televisione, ove tornò a lavorare nel 1967, realizzò David Copperfield (1970), interpretato da Laurence Olivier, e un fortunato adattamento di Heidi (1968) per la NBC, interpretato da Maximilian Schell e Jean Simmons.
Dal 1967 al 1971 fu presidente del Directors Guild of America. Negli anni '80 e '90 fu membro permanente del Comitato Consultivo del National Student Film Institute.
Morì molto anziano nel 2007, per una polmonite.

## Vita privata
Mann si unì in matrimonio nel 1941 con Ann Caroline Gillespie; la coppia rimase sposata sino alla morte di lei, a causa del morbo di Alzheimer, nel 2001.

## Filmografia parziale
- Marty, vita di un timido (Marty) (1955)
- La notte dello scapolo (The Bachelor Party) (1957)
- Desiderio sotto gli olmi (Desire Under the Elms) (1958)
- Tavole separate (Separate Tables) (1958)
- Nel mezzo della notte (Middle of the Night) (1959)
- Il buio in cima alle scale (The Dark at the Top of the Stairs) (1960)
- Amore ritorna! (Lover Come Back) (1961)
- Il sesto eroe (The Outsider) (1961)
- Il visone sulla pelle (That Touch of Mink) (1962)
- La veglia delle aquile (A Gathering of Eagles) (1963)
- Tre donne per uno scapolo (Dear Heart) (1964)
- Ragazze sotto zero (Quick Before It Melts) (1964)
- Una donna senza volto (Mister Buddwing) (1966)
- Ladri sprint (Fitzwilly) (1967)
- Le stelle si vedono di giorno (The Pink Jungle) (1968)
- David Copperfield (1970)
- Jane Eyre nel castello dei Rochester (Jane Eyre) (1970)
- Il ribelle di Scozia (Kidnapped) (1971)
- Compagni di viaggio (No Place to Run) – film TV (1972)
- Una casa per sempre (Home to Stay) (1977)
- Dietro una maschera (Love's Dark Ride) – film TV (1978)
- Lasciarsi (Breaking Up) – film TV (1978)
- Non desiderare la donna d'altri (Thou Shalt Not Commit Adultery) – film TV (1978)
- Niente di nuovo sul fronte occidentale (All Quiet on the Western Front) – film TV (1979)
- Contesa fatale (Torn Between Two Lovers) (1979)
- Fuga nella notte (Night Crossing) (1981)
- Una luce nel buio (Love Leads the Way: A True Story) (1984)
- A ferro e fuoco (Ironclads) (1991)
- Paura a Baltimora (Against Her Will: An Incident in Baltimore)  (1992)
- In compagnia di Lily (Lily in Winter) (1994)